# Saint-Michel-sur-Loire
Saint-Michel-sur-Loire – miejscowość i dawna gmina we Francji, w Regionie Centralnym, w departamencie Indre i Loara. W 2013 roku populacja gminy wynosiła 672 mieszkańców. 
W dniu 1 stycznia 2017 roku z połączenia trzech ówczesnych gmin – Ingrandes-de-Touraine, Saint-Michel-sur-Loire oraz Saint-Patrice – utworzono nową gminę Coteaux-sur-Loire. Siedzibą gminy została miejscowość Saint-Patrice. 